# Сухиничи
Сухиничи (на руски: Сухиничи) е град в Русия, административен център на Сухинички район, Калужка област. Населението на града към 1 януари 2018 е 14 901 души.